# Shawn Ashmore
Shawn Robert Ashmore (ur. 7 października 1979 w Richmond) – kanadyjski aktor filmowy i telewizyjny.

## Życiorys
Urodził się minutę po swoim bracie bliźniaku Aaronie w Richmond w Kolumbii Brytyjskiej jako syn Lindy, gospodyni domowej, i Ricka Ashmore’a, kierownika produkcji. Kiedy matka była częścią Stowarzyszenia Wielokrotnych Narodzin w Albercie w Kanadzie, siedmioletnie bliźniaki Ashmore wzięły udział w programie telewizyjnym. Shawn uczęszczał do Turner Fenton High School w Brampton w Ontario. Był członkiem punkrockowego zespołu Pre-Occupied ze swoim bratem.
Występował w reklamach ze swoim bratem bliźniakiem, Aaronem. Shawn w wieku 14 lat zagrał główną rolę Waylona Tibbinsa w telewizyjnym dramacie przygodowym Guitarman (1994), za którą był nominowany do Gemini, nagrody Kanadyjskiej Akademii Filmowej i Telewizyjnej. Od tego czasu wystąpił w filmach i serialach telewizyjnych. Grał rolę kadeta majora Brada Rigby w produkcji Disney Channel Kadet Kelly (2002). Za kreację Terry’ego Foxa w dramacie biograficznym CTV Television Network Terry (2005) ponownie zdobył nominację do nagrody Gemini. Stał się znany z roli Icemana w X-Men (2000), X-Men 2 (2003), X-Men: Ostatni bastion (2006) i X-Men: Przeszłość, która nadejdzie (2014).

## Życie prywatne
Od 2004 do grudnia 2006 był związany z amerykańską aktorką Michelle Trachtenberg. 27 lipca 2012 Ashmore poślubił kierowniczkę filmową Danę Renee Wasdin, którą poznał podczas kręcenia filmu Frozen (2010). Mają syna (ur. 2017).

## Filmografia

### Filmy
| Rok  | Tytuł                                       | Rola                  | Reżyser             |
| ---- | ------------------------------------------- | --------------------- | ------------------- |
| 1991 | Poślubieni (Married to It)                  | student na pokazie    | Arthur Hiller       |
| 1997 | Prawda o moim synu (Any Mother's Son, TV)   | Billy                 | David Burton Morris |
| 1998 | Córy amerykańskich Ravioli (All I Wanna Do) | fotograf              | Sarah Kernochan     |
| 2000 | X-Men                                       | Bobby Drake/Iceman    | Bryan Singer        |
| 2002 | Kadet Kelly                                 | Brad Rigby            | Larry Shaw          |
| 2003 | X-Men 2                                     | Bobby Drake/Iceman    | Bryan Singer        |
| 2005 | Tajniak z klasą (Underclassman)             | Rob Donovan           | Marcos Siega        |
| 2005 | W ciszy (The Quiet)                         | Connor                | Jamie Babbit        |
| 2005 | Trzy igły (3 Needles)                       | Denys, aktor porno    | Thom Fitzgerald     |
| 2006 | X-Men: Ostatni bastion                      | Bobby Drake/Iceman    | Brett Ratner        |
| 2008 | Solstice                                    | Christian             | Daniel Myrick       |
| 2008 | Ruiny (The Ruins)                           | Eric                  | Carter Smith        |
| 2010 | Frozen                                      | Joe Lynch             | Adam Green          |
| 2010 | Mother’s Day                                | George Barnum         | Darren Lynn Bousman |
| 2014 | X-Men: Przeszłość, która nadejdzie          | Robert Drake / Iceman | Bryan Singer        |

### Seriale TV
- 1998–1999: Animorphs jako Jake Berenson
- 2000: Ziemia: Ostatnie starcie jako Max
- 2000: Sławny Jett Jackson jako Chet
- 2002–2004: Tajemnice Smallville jako Eric Summers
- 2004: Legend of Earthsea jako Ged
- 2009–2010: Super Hero Squad jako Bobby Drake / Iceman (głos)
- 2010: Fringe: Na granicy światów jako Joshua Rose
- 2013–2015: The Following jako Mike Weston
- 2016–2017: Conviction jako Sam Spencer
- 2018: S.W.A.T. – jednostka specjalna jako William Tanner
- 2018–2019: Rekrut jako Wesley Evers
- 2019: Into the Dark jako Thomas

### Gry wideo
- 2016: Quantum Break jako Jack Joyce (głos)